# Janet Jagan
Janet Rosenberg Jagan OE (nhũ danh Rosenberg; sinh ngày 20 tháng 10 năm 1920 – mất ngày 28 tháng 3 năm 2009) là một nữ chính trị gia người Guyana gốc Mỹ, từng giữ chức Tổng thống Guyana từ ngày 19 tháng 12 năm 1997 đến ngày 11 tháng 8 năm 1999. Bà là nữ tổng thống đầu tiên của Guyana. Trước đó, bà cũng là nữ Thủ tướng đầu tiên của quốc gia này từ ngày 17 tháng 3 đến 19 tháng 12 năm 1997. Là vợ của cố Tổng thống Cheddi Jagan, người mà bà kế nhiệm, Janet từng được trao Huân chương Xuất sắc, phần thưởng cao quý nhất của Guyana năm 1993 và Huy chương Vàng  Mahatma Gandhi của UNESCO vì Quyền phụ nữ vào năm 1998.

## Thời thơ ấu và hôn nhân
Janet sinh ra trong một gia đình trung lưu ở khu Nam Chicago, bang Illinois, vào ngày 20 tháng 10 năm 1920. Cha mẹ bà – ông Charles và bà Kathryn Rosenberg – là người Do Thái. Ông bà ngoại của bà là người nhập cư từ Romania và Hungary. Năm 1942, khi làm y tá thực tập tại Bệnh viện Quận Cook, Janet gặp Cheddi Jagan, một sinh viên nha khoa người Guyana. Hai người kết hôn vào ngày 5 tháng 8 năm 1943, và sau đó cùng nhau chuyển về Guyana, nơi Cheddi mở phòng khám nha khoa.

## Hoạt động ở Guyana
Tại Guyana, Janet Jagan tham gia hoạt động công đoàn cùng chồng và làm y tá trong phòng khám của ông trong suốt 10 năm. Năm 1946, bà thành lập Tổ chức Chính trị và Kinh tế Phụ nữ, và đồng sáng lập Ủy ban Chính trị – tiền thân của đảng PPP.

## Sự nghiệp chính trị
Janet Jagan tranh cử vào khu vực Trung Georgetown trong cuộc tổng tuyển cử năm 1947 nhưng không thành công. Ngày 1 tháng 1 năm 1950, bà cùng chồng là Cheddi Jagan đồng sáng lập Đảng Tiến bộ Nhân dân (PPP), một đảng chính trị cánh tả. Từ năm 1950 đến 1970, bà đảm nhiệm vai trò Tổng Thư ký của đảng. Cùng năm đó, bà được bầu vào Hội đồng Thành phố Georgetown. Trong cuộc tổng tuyển cử tháng 4 năm 1953, Janet giành được một ghế đại biểu tại khu vực Essequibo và trở thành một trong ba phụ nữ đầu tiên đắc cử vào Hạ viện Guyana. Bà được bầu làm Phó Chủ tịch Cơ quan Lập pháp ngay sau đó.
PPP là một chính đảng phản đối sự thống trị của thực dân Anh tại Guyana. Sau chiến thắng vang dội trong cuộc bầu cử tự do năm 1953, PPP thành lập chính phủ, nhưng chỉ 133 ngày sau, chính quyền thuộc địa Anh – lo ngại tư tưởng thiên tả của hai vợ chồng Jagan – đã giải tán chính phủ non trẻ này theo lệnh của Thủ tướng Winston Churchill. Ông e ngại rằng một chính phủ thân Liên Xô có thể hình thành ngay trong khu vực ảnh hưởng của phương Tây. Vì lý do đó, vợ chồng Jagan bị bắt giam 5 tháng và sau đó bị quản thúc tại gia trong hai năm. Churchill thậm chí đã can thiệp sửa đổi hiến pháp Guyana để ngăn họ nắm giữ chức vụ Tổng thống hoặc Thủ tướng trong tương lai. Bất chấp trở ngại, Janet tiếp tục hoạt động chính trị. Năm 1957, bà tái đắc cử tại khu vực Essequibo và được bổ nhiệm làm Bộ trưởng Bộ Lao động, Y tế và Nhà ở. Sau khi Cheddi trở lại cương vị Thủ tướng năm 1961, Janet đảm nhiệm chức Bộ trưởng Bộ Nội vụ sau cái chết đột ngột của Claude Christian vào năm 1963, nhưng sau đó bà từ chức khỏi nội các vào năm 1964. Với vai trò đại diện phe đối lập trong Ủy ban Bầu cử năm 1967, bà công khai bày tỏ lo ngại về tình trạng gian lận phiếu bầu. Đồng thời, bà còn đảm nhiệm vị trí Tổng Biên tập tờ Mirror – cơ quan ngôn luận của đảng PPP – từ năm 1973 đến 1997.
Janet được bầu vào Quốc hội vào năm 1973 và tiếp tục tái đắc cử các năm 1980, 1985 và 1992, trở thành nữ nghị sĩ phục vụ lâu năm nhất trong lịch sử Guyana – tổng cộng 46 năm. Khi Cheddi Jagan được bầu làm Tổng thống vào năm 1992, bà trở thành Đệ nhất Phu nhân. Năm 1993, bà đại diện Guyana tại Liên Hợp Quốc trong ba tháng, thay mặt Đại sứ Rudy Insanally khi ông đang giữ chức Chủ tịch Đại hội đồng Liên Hợp Quốc.
Sau khi Cheddi Jagan qua đời, Janet được chỉ định làm Thủ tướng và Phó Tổng thống thứ nhất vào ngày 17 tháng 3 năm 1997. Bà ra tranh cử Tổng thống trong cuộc bầu cử tháng 12 cùng năm và giành chiến thắng, trở thành nữ Tổng thống đầu tiên của Guyana, cũng là nhà lãnh đạo đầu tiên của quốc gia này có nguồn gốc Do Thái và sinh ra tại Hoa Kỳ. Janet cũng là người phụ nữ thứ tư trên toàn châu Mỹ được bầu làm nguyên thủ quốc gia theo con đường dân chủ, sau Vigdís Finnbogadóttir của Iceland, Eugenia Charles của Dominica và Violeta Chamorro của Nicaragua. Năm 1998, bà được tổ chức The My Hero Project vinh danh là “Anh hùng của Tự do”.

## Từ chức và qua đời
Ngày 1 tháng 7 năm 1999, sau khi trở về từ hội nghị thượng đỉnh châu Âu – Mỹ Latinh tại Rio de Janeiro, Janet Jagan nhập viện St. Joseph’s Mercy tại thủ đô Georgetown vì đau ngực và kiệt sức. Bà được chẩn đoán mắc bệnh tim và xuất viện vào ngày 3 tháng 7. Cuối tháng đó, bà tiếp tục sang Hoa Kỳ để kiểm tra chuyên sâu tại Bệnh viện Thành phố Akron, bang Ohio, và được xuất viện ngày 23 tháng 7. Trở về Guyana, bà tiếp tục điều trị bằng thuốc tim và được bác sĩ kết luận không cần phẫu thuật bắc cầu mạch vành.
Ngày 8 tháng 8 năm 1999, Jagan chính thức tuyên bố từ chức Tổng thống vì lý do sức khỏe, cho rằng bà không còn đủ khả năng đảm nhiệm vai trò “lãnh đạo mạnh mẽ và đầy sinh lực”. Bà chỉ định Bộ trưởng Bộ Tài chính Bharrat Jagdeo làm người kế nhiệm. Jagdeo đã tuyên thệ nhậm chức Tổng thống vào ngày 11 tháng 8.
Dù không còn giữ chức vụ Tổng thống, Jagan vẫn tích cực tham gia các hoạt động của Đảng Tiến bộ Nhân dân (PPP). Tại Đại hội lần thứ 29 của đảng vào ngày 2 tháng 8 năm 2008, bà nhận được số phiếu cao thứ hai (671 phiếu) trong cuộc bầu cử Ban Chấp hành Trung ương. Sau đó, bà tiếp tục được bầu vào Ban Thường vụ Trung ương Đảng và cũng được bổ nhiệm làm Tổng Biên tập tờ Thunder – cơ quan báo chí của đảng – vào ngày 12 tháng 8 năm 2008.
Về cuối đời, Janet rời Guyana để điều trị tại Maracaibo, Venezuela, sau đó tiếp tục sang Belém, Brazil để chữa trị thêm. Bà qua đời vì chứng phình động mạch bụng vào ngày 28 tháng 3 năm 2009 tại Georgetown, hưởng thọ 88 tuổi. Thi hài bà được hỏa táng tại Guyana vào ngày 31 tháng 3 cùng năm.

## Tác phẩm
Janet Jagan có mối quan tâm sâu sắc đến đời sống văn học và văn hóa của Guyana. Khi còn là Tổng Biên tập Thunder, bà từng cho đăng các bài thơ đầu tay của thi sĩ nổi tiếng Martin Carter và tích cực hỗ trợ xuất bản những tập thơ đầu tiên của ông như The Hill of Fire Glows Red. Bà đặc biệt tin rằng trẻ em Guyana cần được tiếp cận với những cuốn sách phản ánh đúng hiện thực của chính mình. Năm 1993, Nhà xuất bản Peepal Tree Press cho ra mắt tác phẩm đầu tay của bà: When Grandpa Cheddi was a Boy and Other Stories). Sau đó là các đầu sách thiếu nhi: Patricia, the Baby Manatee (1995), Anastasia the Ant-Eater (1997) và The Dog Who Loved Flowers.